# Mark Cross
Mark Cross (* 2. srpna 1965 Londýn Spojené království) je hard rockový a heavy metalový bubeník. Během své kariéry hrál v řadě hudebních skupin. Jeho otec byl Angličan a matka Němka.

## Skupiny, ve kterých Mark Cross nyní působí
- Winter's Bane
- Saracen
- God's Army
- The Supremacy

## Skupiny, ve kterých Mark Cross hrál dříve
- Firewind
- Helloween
- Nightfall
- Metalium
- Ian Gillan Band
- Kingdom Come
- At Vance